# Kim Ho-yeong (Fußballspieler)
Kim Ho-yeong (kor. 김호영; * 26. April 1997 in Jeonju) ist ein südkoreanischer Fußballspieler.

## Karriere
Kim Ho-yeong erlernte das Fußballspielen in der Universitätsmannschaft der Yeungnam University in Gyeongsan. Bis Mitte 2014 spielte er in Montenegro beim FK Mornar Bar. Der Verein aus Bar spielte in der höchsten Liga des Landes, der Prva Crnogorska Liga. Nachdem der Vertrag Ende Juni nicht verlängert worden war, war er von Juli bis Anfang September 2014 vertrags- und vereinslos. Am 11. September 2014 nahm ihn der ungarische Club Diósgyőri VTK aus Diósgyőr unter Vertrag. Für den Verein absolvierte er vier Spiele in der ersten Liga des Landes, der Nemzeti Bajnokság. Nach Saisonende 2015 wurde sein Vertrag nicht verlängert. Wo er von September 2015 bis Ende 2018 gespielt hat, ist unbekannt. Von Anfang 2019 bis Mitte 2019 spielte er bei Mokpo City FC. Der Verein aus Mokpo spielte in der Korea National League. Mitte 2019 wechselte er nach Thailand. Hier unterschrieb er einen Vertrag beim Samut Prakan City FC. Der Club aus Samut Prakan spielte in der höchsten Liga des Landes, der Thai League. In der Rückserie kam er auf sieben Erstligaeinsätze. 2020 ging er nach Japan. Hier schloss er sich Kamatamare Sanuki an. Mit dem Club aus Takamatsu spielte er 25-mal in der dritten Liga, der J3 League. Im Februar 2021 kehrte er in sein Heimatland zurück. 2021 spielte er für den TNT FC und den Gimhae City FC. Anfang 2022 unterschrieb er einen Vertrag beim Viertligisten Chuncheon FC. Am Saisonende belegte er mit dem Klub den dritten Tabellenplatz. In den Aufstiegsspielen konnte man sich durchsetzen und stieg in die dritte Liga auf.